# Agathia tetraplochorda
Agathia tetraplochorda là một loài bướm đêm trong họ Geometridae.